# 圓富里
圓富里為高雄市旗山區屬下的行政區劃。根據截至2025年4月（民國114年4月）的統計，該里有14鄰，792戶，1924人。

## 歷史
今日行政區圓富里不含東端為日治初期被稱作「圓潭仔庄」（舊制街庄）範圍，隸屬於羅漢外門里。該庄昔日西北與萊仔坑庄為鄰，北與山杉林庄為鄰，東及東南隔楠梓仙溪與月眉庄、旗尾庄為界，西南邊為蕃薯藔街，西邊為東勢埔庄。
1901年（明治三十四年）11月11日，全台廢縣廳改設二十廳，該庄隸屬於蕃薯藔廳。1904年（明治三十七年）2月16日，該庄編入「蕃薯藔區」，隸屬於蕃薯藔廳。1909年（明治四十二年）10月25日，全台合併二十廳為十二廳，蕃薯藔區改隸屬於阿緱廳。1920年（大正九年）10月1日，全台地方制度大改正，廢十二廳改設五州二廳，該庄改制並雅化為「圓潭子」大字，隸屬於高雄州旗山郡旗山街（新制街庄）。
1945年（民國34年）中華民國接收台灣後，旗山街改制為旗山鎮，隸屬於高雄縣，大字亦改制為里，命名為「圓富里」。1950年（民國39年）10月1日，高、屏分治，旗山鎮仍隸屬於高雄縣。2010年（民國99年）12月25日，圓富里因為高雄縣、市合併而隸屬於直轄市高雄市。

## 外部連結
- 高雄市旗山區公所里政專區 （页面存档备份，存于）